# John Atkinson Grimshaw

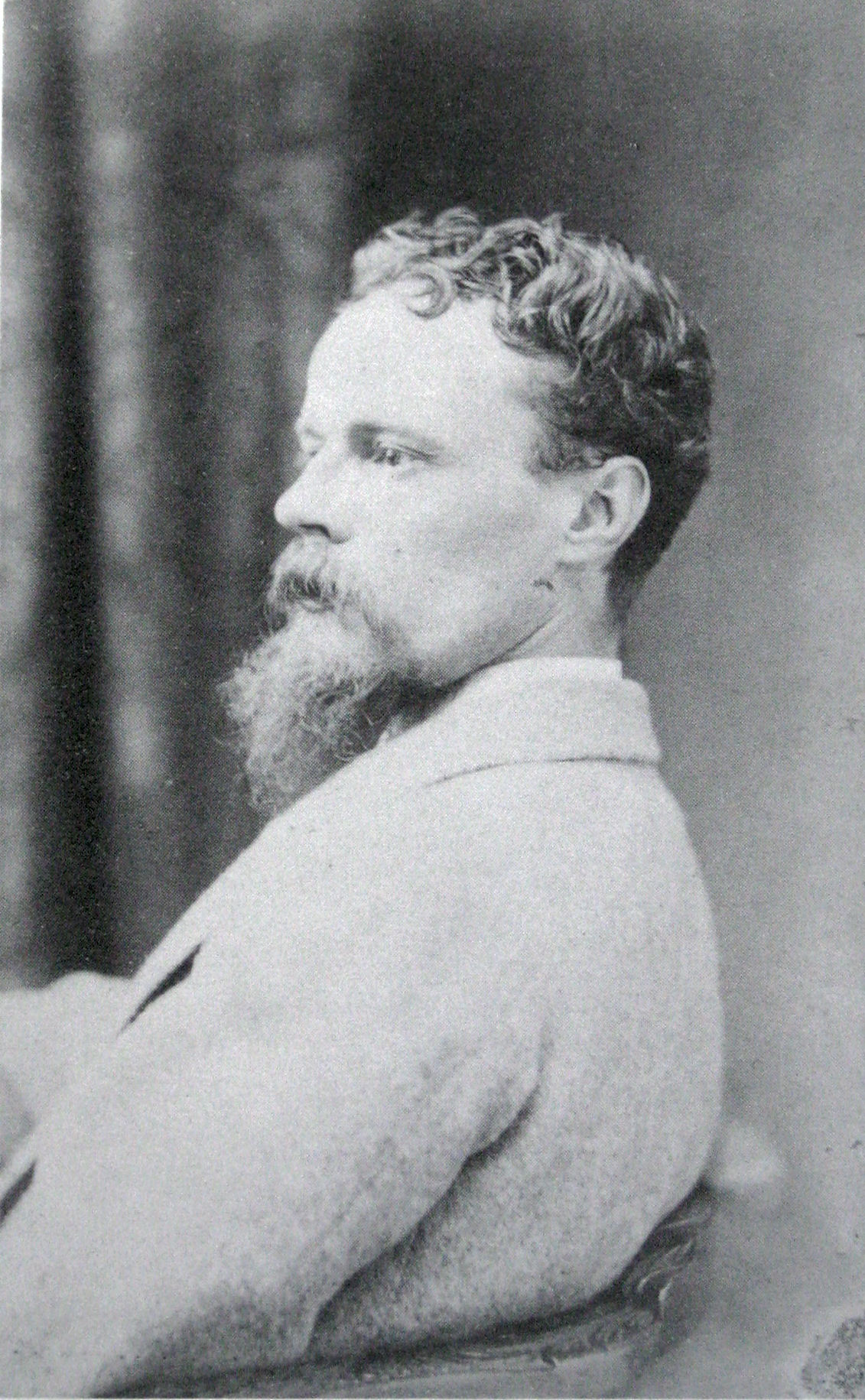
Grimshaw 1870

John Atkinson Grimshaw, född 6 september 1836 i Leeds, död 13 oktober 1893, var en engelsk konstnär. Han var självlärd målare och blev känd för sina nattliga scener från brittiska städer. Han förblev fattig och skuldsatt, och utvecklade därför nya tekniker för att kunna hålla ett högt arbetstempo.
Den brittisk-amerikanske målaren James McNeill Whistler sade om Grimshaw: "Jag betraktade mig själv som nocturnernas uppfinnare till dess att jag såg Grimmys månbelysta bild".

## Bildgalleri

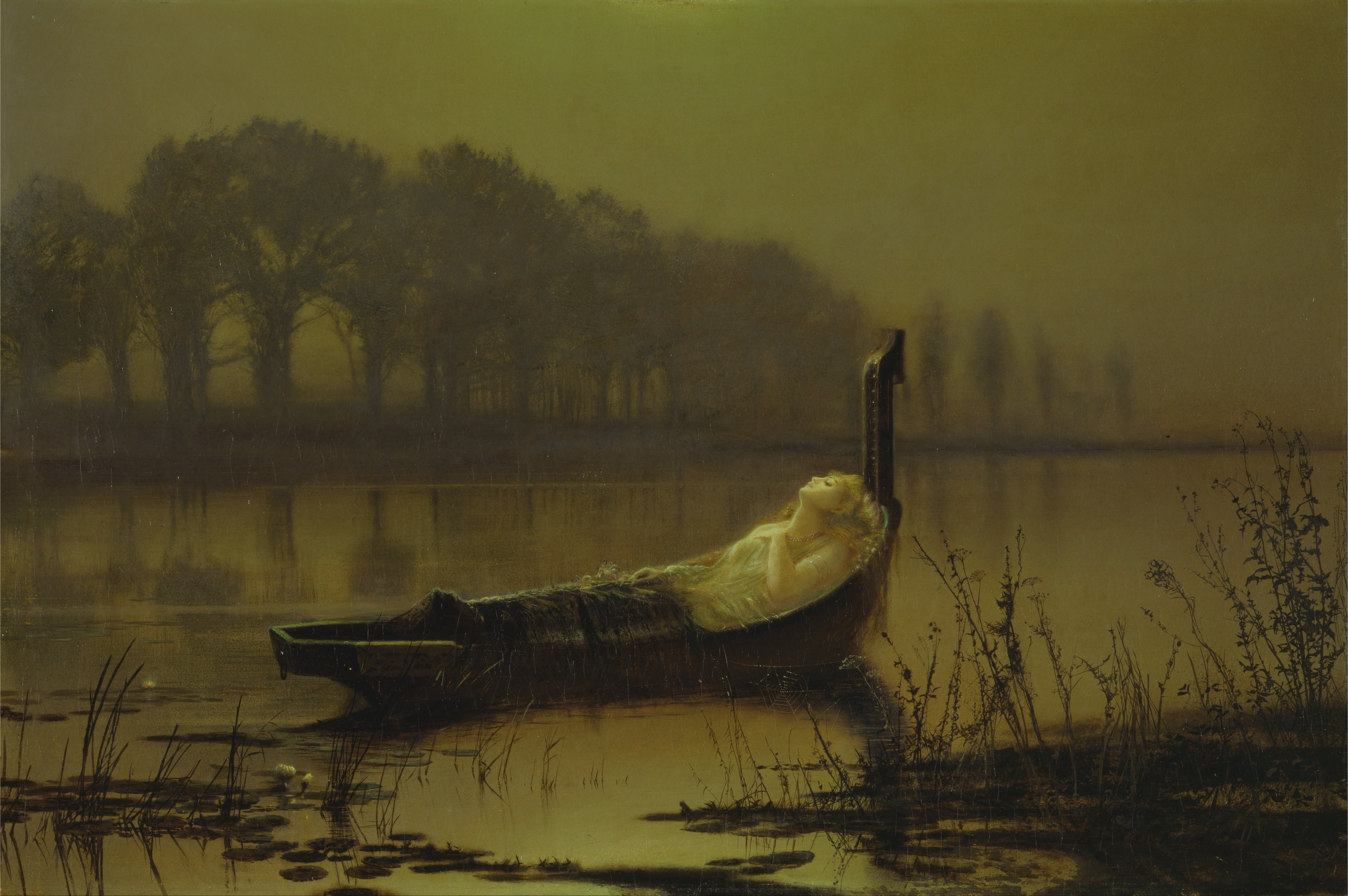
The lady of Shalott, 1875
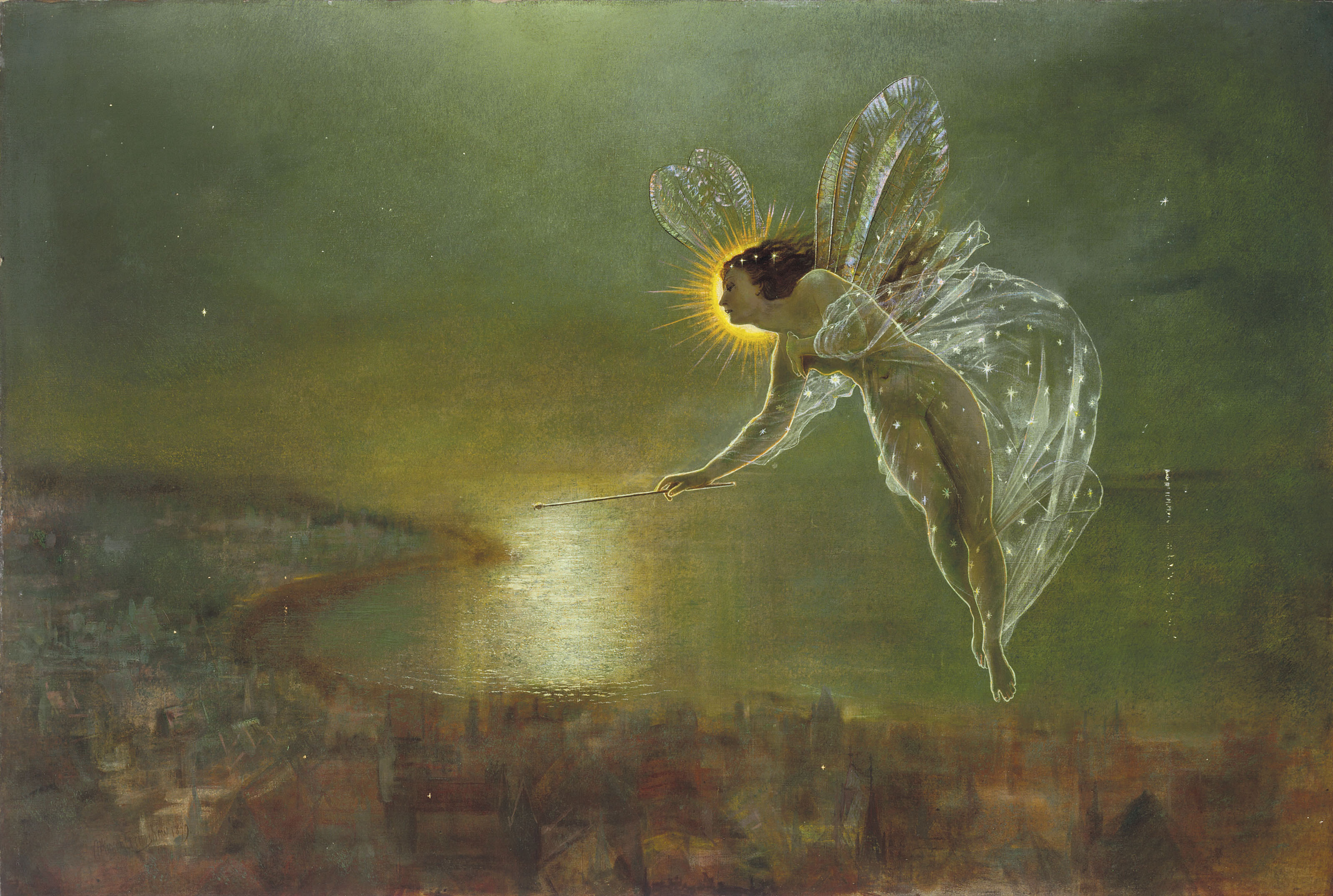
Spirit of the night, 1879
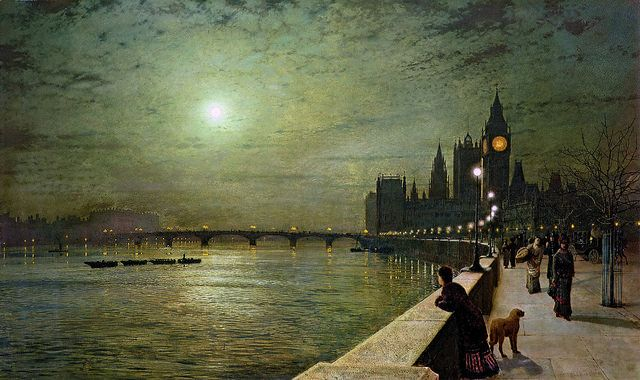
Reflections on the Thames, 1880
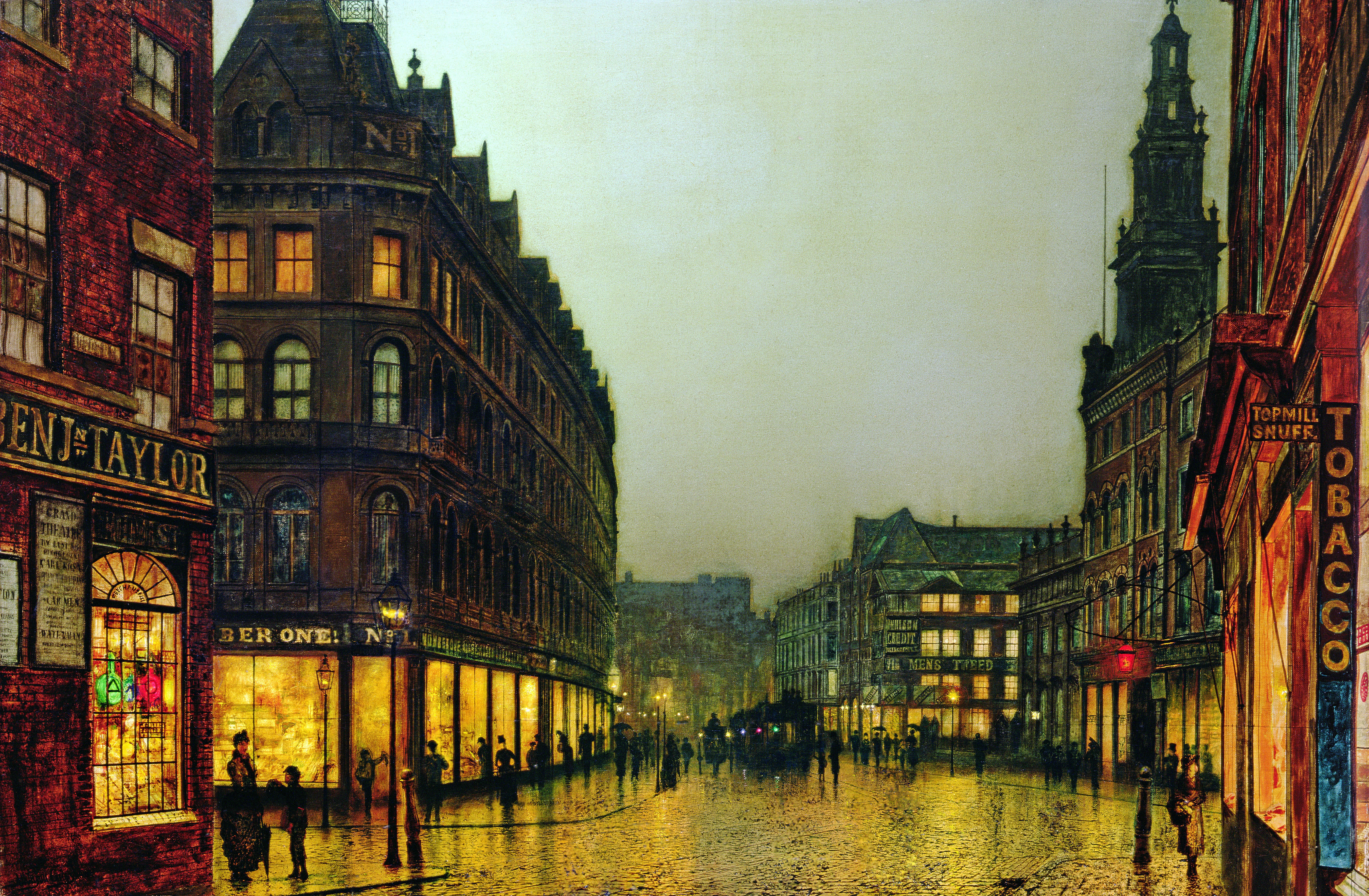
Boar Lane, Leeds, 1881
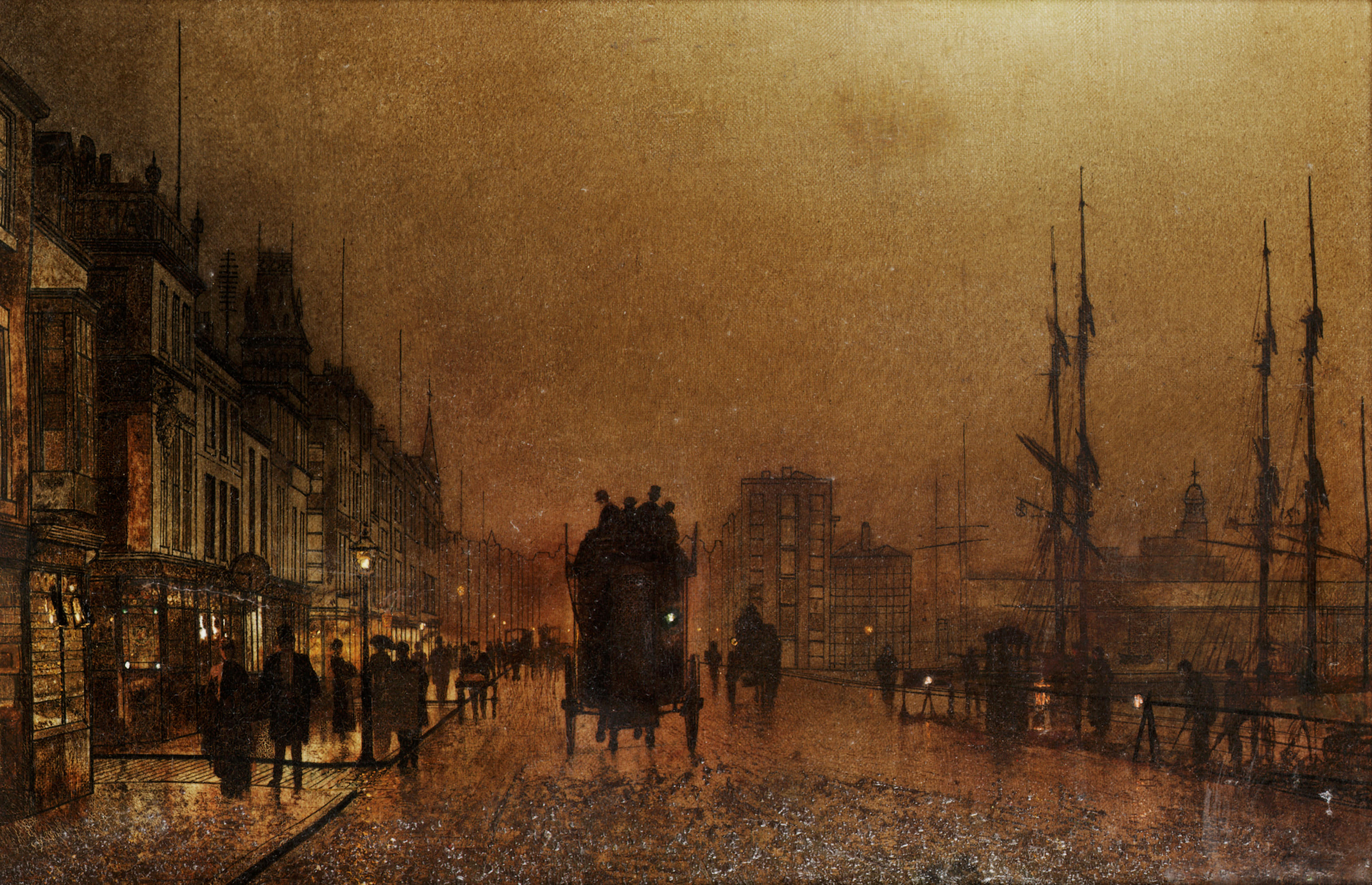
The Broomielaw, Glasgow, 1889